# Sylvie Hubac
Sylvie Hubac (ur. 5 marca 1956 w Tunisie) – francuska polityk, od 15 maja 2012 dyrektor gabinetu Prezydenta Republiki Francuskiej, reprezentant prezydenta Francji – jako francuskiego współksięcia – w Andorze.